# فوساکو شیگه‌نوبو
فوساکو شیگه‌نوبو (به ژاپنی: 重信 房子) در سپتامبر سال ۱۹۴۵ در ژاپن به دنیا آمد. در ماه فوریه سال ۱۹۷۱ «ارتش سرخ ژاپن» (نیهون سکیگون) را پایه‌ریزی کرد. «ارتش سرخ ژاپن» حدود ۴۰ عضو داشت و یکی از معروف‌ترین گروه‌های چپ در سطح جهان بود. او شخصاً در بسیاری از عملیات مسلحانه حضور داشت.
ارتش سرخ ژاپن با «جبهه خلق برای آزادی فلسطین» رابطه‌ای بسیار نزدیک داشت. «ارتش سرخ ژاپن» در داخل ژاپن چندان فعال نبود ولی در واقع «ارتش سرخ متحد» (رنگو سکیگون) بازوی ارتش سرخ ژاپن در داخل ژاپن بود. هدف ارتش سرخ ژاپن براندازی سلطنت در ژاپن و آغاز یک انقلاب بود. نام‌های دیگر ارتش سرخ ژاپن عبارتند از:
«بریگارد بین‌المللی ضدامپریالیست»، «نیپون سکیگون»، «نیهون سکیگون»، «بریگارد جنگ مقدس» و «جبهه دموکراتیک ضدجنگ»

## دستگیری
در سال ۲۰۰۰ مردم «اوزاکا» شاهد پیاده شدن یک زن میان‌سال با دستانی دست‌بندزده بودند. او دستانش را بالا آورد و فریاد زد: «من به مبارزه ادامه خواهم داد!»
پلیس او را که «مخوف‌ترین زن (به اصطلاح) تروریست جهان» می‌نامید در شهرک کوچک «تاکاتسوکی» در حومهٔ «اوساکا» دستگیر کرد. در آوریل سال ۲۰۰۱، شیگه‌نوبو انحلال ارتش سرخ ژاپن را اعلام کرد.
در فوریه سال ۲۰۰۶ او به ۲۰ سال زندان محکوم شد.